# Clover Studio
Clover Studio var en självständig utvecklare som grundades av Capcom. Clover Studio grundades den 1 juli 2004. Den 12 oktober 2006 beslöt Capcom att avveckla Clover Studio från slutet av mars 2007.
- Clover är en förkortning av "Creativity Lover"

## Spel utvecklade av Clover Studio
- 2004 – Viewtiful Joe (Playstation 2)
- 2004 – Viewtiful Joe 2 (NGC/Playstation 2)
- 2005 – Viewtiful Joe: Red Hot Rumble (NGC/PSP)
- 2005 – Viewtiful Joe: Double Trouble (Nintendo DS)
- 2006 – Ōkami (Playstation 2)
- 2006 – God Hand (Playstation 2)

## Viewtiful Joe
Clover Studios första spel var en portning av Gamecube-spelet Viewtiful Joe till Playstation 2. 
Viewtiful Joe till Gamecube utvecklades av Production Studio 4 (en intern utvecklarstudio hos Capcom). Eftersom en del av Clover Studio kom just från Production Studio 4 så tog de med spelet när de lämnade för att starta eget.